# Rolleffekt
Unter dem Rolleffekt versteht man bei bestimmten Zertifikaten auf Rohstoffen eine Verzerrung zwischen Zertifikatpreis und Rohstoffpreis, die entsteht, wenn das entsprechende Zertifikat nicht auf den Preis am Kassamarkt, sondern auf Warentermingeschäfte bezogen ist. Konkret spricht man von einem Rollgewinn oder Rollverlust.

## Funktionsweise am Beispiel eines Rohstoff-ETCs

### Ausgangslage
Will der Emittent eines Rohstoffzertifikats dieses mit dem entsprechenden Rohstoff besichern, könnte er den Rohstoff physisch kaufen und lagern. Hierdurch entstünden ihm aber unter anderem Lagerkosten. Deshalb werden solche Zertifikate stattdessen oft mit Warenterminkontrakten – sogenannten Futures –, die einen Anspruch auf Lieferung des Rohstoffs zu einem bestimmten Zeitpunkt in der Zukunft begründen, unterlegt und in der Wertberechnung auch auf diese bezogen. Sind diese Futures teurer als der entsprechende Rohstoff zum tagesaktuellen Kassapreis, beispielsweise weil die Marktteilnehmer mit einem steigenden Preis in der Zukunft rechnen, ist von einer Contango-Situation die Rede. Sind die Futures hingegen preisgünstiger als der Rohstoff am Kassamarkt, sprechen Investoren von einer Backwardation.
Der Emittent eines fortlaufenden Rohstoffzertifikats (oftmals „Open-End-Zertifikat“), der dieses mit einem Future unterlegt hat, hat jedoch zum Auslaufen des Futures weiterhin kein Interesse an einer tatsächlichen Lieferung, unter anderem, da sonst die benannten Lagerkosten anfallen würden. Deshalb verkauft der Emittent die unterlegten Futures kurz vor dem Liefertermin und erwirbt neue Futures auf denselben Rohstoff, die einen weiter in der Zukunft liegenden Lieferanspruch begründen: Die Futures werden „gerollt“. 

### Rollvorgang
Naturgemäß nähert sich der Preis eines Futures dem Preis am Kassamarkt an, je näher der Liefertermin und damit der letztmögliche Rolltermin rückt. Ein Rollverlust entsteht schließlich, wenn sich der Verkaufspreis des auslaufenden Futures – in der Praxis also meist nahezu der Kassapreis – spätestens bis zum Rolltermin im Vergleich zum Kaufpreis desselben Futures zum vorherigen Rolltermin, an dem dieser erworben wurde, schlechter entwickelt, als es der Kassapreis zwischen diesen beiden Terminen getan hat. Ein Rollgewinn entsteht hingegen, wenn sich dieser Preis besser entwickelt.
Durch den eigentlichen Rollvorgang selbst, also den Wechsel von einem Future zum nächsten, entsteht weder ein Gewinn, noch ein Verlust. Zwar kann es sein, dass für auslaufende Futures beispielsweise ein geringerer Preis erzielt wird, als für neue Futures bezahlt werden muss, was bedeutet, dass bei gleichbleibendem Budget das Rohstoffzertifikat nach dem „Rollen“ mit Futures in geringerem Umfang unterlegt ist. Allerdings haben diese neuen Futures in einer solchen Situation zum Rolltermin eben auch einen höheren Wert, so dass – abgesehen von marginalen Transaktionskosten („Rollover-Gebühren“) – im Moment des Rollvorgangs keine wesentliche Wertveränderung eintritt.

## Auswirkungen

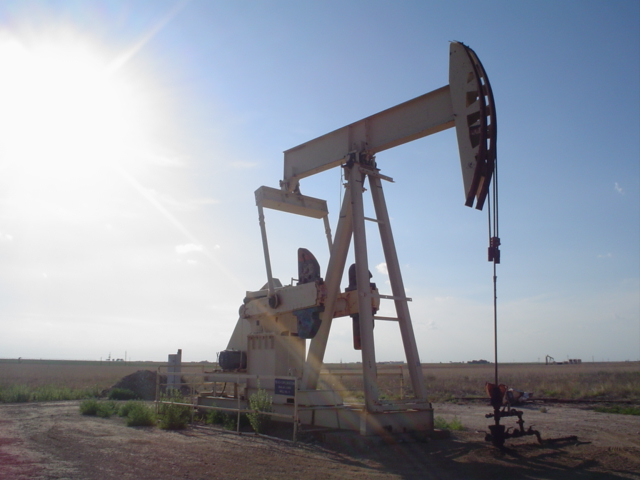
Tiefpumpe an einer texanischen Ölquelle – Zertifikate auf den Ölpreis sind regelmäßig von Rolleffekten betroffen

In der Praxis können Anleger eines durch Futures unterlegten Rohstoffzertifikats somit nur einen Gewinn erzielen, wenn der Preis des Rohstoffes in einer Contango-Situation noch stärker ansteigt, bzw. im Fall einer Backwardation langsamer sinkt, als es die Preise am Warenterminmarkt und somit die Einschätzung der dort aktiven Marktteilnehmer erwarten lassen.
Der Rolleffekt bewirkt, dass Spekulanten, die kein Interesse an einer tatsächlichen Lieferung und Lagerung haben, an der Rohstoffpreisentwicklung nur begrenzt positiv partizipieren können, nämlich nur in dem Ausmaße, wie sie die Einschätzung der Akteure am Warenterminmarkt übertrumpfen. Alternative wäre, dass Spekulanten Marktakteure finden würden, die eine entsprechende Gegenwette direkt auf den Kassapreis eingehen, so dass der Rohstoff selbst nicht gelagert werden muss, was jedoch im Rohstoffmarkt unüblich und daher meistens nicht möglich ist. In der Praxis sind selbst bei einer positiven Entwicklung des Rohstoffpreises am Kassamarkt Verluste für den Spekulanten mit Rohstoffzertifikaten möglich, wenn nämlich in einer Contango-Situation eine etwaige Preissteigerung bereits durch Aufschläge auf Futures am Warenterminmarkt vollständig vorweggenommen wurde. Erzielt der Investor im Contango einen Gewinn, fällt dieser nicht so stark aus wie die reine Entwicklung des Kassapreises. Bei fallendem Kassapreis während einer Contango-Situation fallen die Verluste gar überdurchschnittlich stark aus. Bei fallendem Kassapreis während einer Backwardation-Situation sind theoretisch auch Gewinne möglich, wenn der Preisverlust nicht so stark eintritt, wie durch die Preise am Warenterminmarkt impliziert („Rollgewinn“) – wobei Letzteres am Rohstoffmarkt nur selten vorkommt.
Oft wird kolportiert, dass Rolleffekte vermieden werden könnten, wenn in ETCs oder Laufzeit-Zertifikate investiert wird, die sich auf einen bestimmten festen Future-Kontrakt, meist in vergleichsweise ferner Zukunft, beziehen. Zwar wird in einer solchen Konstellation nicht „gerollt“, allerdings tritt der „Rolleffekt“ im übertragenen Sinn dennoch praktisch unverändert auf. Der Investor muss auch hier analog die Markteinschätzung der Akteure am Warenterminmarkt schlagen, da langlaufende Futures entsprechend der allgemeinen Marktmeinung ebenfalls nur mit entsprechenden Zu- oder Abschlägen verkauft werden. Lediglich die „Rollover-Gebühren“ werden gespart.